# Аль-Хамди, Ибрагим Мохаммед
Ибрагим аль-Хамди (араб.  إبراهيم الحمدي‎; 1943 — 11 октября 1977, Сана, ЙАР) — йеменский военный и государственный деятель; 3-й президент Йеменской Арабской республики (13 июня 1974 — 11 октября 1977).

## Биография
Родился в провинции Амран. Отец — шиит, зейдит, мать — суннитка. Службу в армии начал солдатом, позже поступил в авиационное училище (не доучился). Некоторый период помогал отцу, работавшему судьёй. После революции 1962 года дослужился до командующего штурмовой авиацией ЙАР, потом — губернатор ряда провинций. В 1972 году назначен заместителем премьер-министра и министром внутренних дел, затем — заместителем главнокомандующего вооружёнными силами.
13 июня 1974 года в звании подполковника возглавил бескровный военный переворот, свергнувший Абдель Рахмана Арьяни и стал председателем Совета Военного Командования, управлявшего Йеменом.
Во время своего правления стремился создать современное управление страной, основанное на законности, правопорядке и институтах власти, укрепил контроль центрального правительства над страной, боролся с племенной рознью (в июле 1977 было подавлено восстание племён) и пытался покончить со средневековыми социальными группами, провозгласив всех йеменцев равными. Провёл чистку в армии и пытался бороться с коррупцией, запретив использовать служебные автомобили в личных целях. Наладил военное, военно-техническое и экономическое сотрудничество с СССР.
При его администрации в стране наблюдался самый быстрый экономический рост (в среднем 6,5 %) за всю историю страны, были построены сотни новых школ и больниц, тысячи километров грунтовых дорог и принят первый пятилетний план экономического развития.
Во время его краткого президентства также были улучшены отношения с Саудовской Аравией и началось улучшение отношений с просоветской марксистской Народно-Демократической Республикой Йемен, с которой через 4 года планировалось объединение (уже в первый день своего правления он издал чрезвычайный указ, запрещающий кампанию в СМИ против НДРЙ и его руководства). 13 октября 1977 года должен был отбыть в Южный Йемен для подписания договора о совместной обороне.

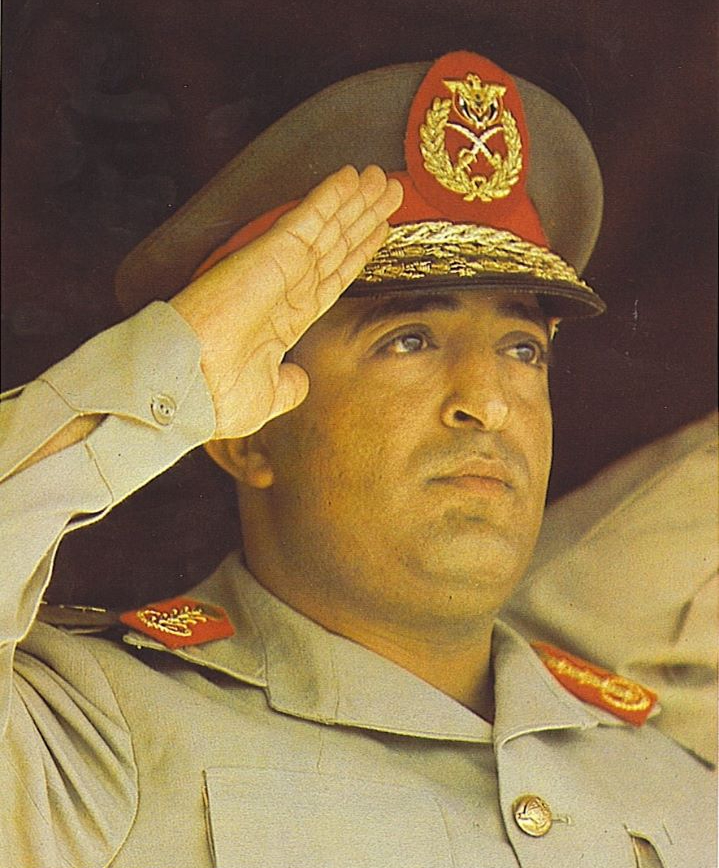
Аль-Хамди на параде (1976)

## Гибель
11 октября 1977 года аль-Хамди вместе со своим братом Абдуллой, командиром спецподразделения, был убит в столице страны.
По одной версии — агентами, финансируемыми предположительно племенем аль-ахмар, которое находилось под покровительством саудовской монархии, с целью предотвратить объединение двух Йеменов. По другой версии, покушение было организовано преемником аль-Хамди, начальником штаба вооружённых сил генералом аль-Гашими. Он мог действовать с главой Департамента безопасности Йемена Мохаммадом аль-Хамисом и Али Абдаллой Салехом, который тогда был командиром военной бригады Таиз. Все они присутствовали в доме аль-Гашми, куда аль-Хамди был приглашен на обед, когда его убили. 
Обстоятельства убийства никогда не расследовались. Йеменский генерал аль-Джарбани во время своего телеинтервью в апреле 2011 года назвал многолетнего президента Йемена Али Абдаллу Салеха (пришедшего к власти через год после этого преступления, когда был убит и аль-Гашими) исполнителем убийства братьев аль-Хамди. Когда началась йеменская революция 2011 года, протестующие собирались с изображением покойного президента, требуя справедливости и расследования смерти аль-Хамди. 
В ноябре 2019 года йеменская группировка «Ансар Аллах» опубликовала документы, в которых указано, что убийство аль-Хамди было организовано спецслужбами Саудовской Аравии.